# Arthrostylidium cubense
Arthrostylidium cubense är en gräsart som beskrevs av Franz Josef Ivanovich Ruprecht. Arthrostylidium cubense ingår i släktet Arthrostylidium och familjen gräs.
Artens utbredningsområde är Kuba. Inga underarter finns listade i Catalogue of Life.